# Taragüi (yerba mate)
Taragüi es una marca de yerba mate de Argentina que se produce desde 1940. La empresa que la produce es el Establecimiento Las Marías.
Con una producción superior a 60.000 toneladas por año, exporta a más de 40 países de distintos continentes. Se comercializa en distintas presentaciones: Taragüi con palo tradicional, Taragüi sin palo, Taragüi Liviana, Taragüi Con Palo Saborizada, Taragüi + Energía, Taragüi en saquitos y Mate Experience, kit de iniciación al ritual del mate. 

## Origen de la empresa
Establecimiento Las Marías nace en 1924, cuando Víctor Navajas Centeno plantó los yerbales más australes del planeta y sentó las bases de la filosofía de Las Marías.
Desde entonces, es una empresa familiar ubicada en la provincia argentina de Corrientes que se distingue por la elaboración integral de yerba mate y té de calidad internacional, apoyando a su comunidad y cuidando el entorno natural en que se desarrolla, con el aval de las certificaciones HACCP, BPM, FSC y RAS.

## Origen de la yerba mate
El descubrimiento de la yerba mate puede atribuirse a la etnia de los Kaingang unos 3000 años A.C.; quienes consumían la Ilex Paraguariensis o árbol de yerba mate, originario de la selva paranaense en Argentina, Brasil y Paraguay.
Sin embargo, fueron los guaraníes (indígenas nativos de Sudamérica) quienes se dedicaron a explotar las ventajas de la yerba mate y perfeccionaron los métodos de recolección y preparación, así como la forma de tomarlo, colocando las hojas en una calabaza con agua y sorbiendo el líquido mediante bombillas hechas de caña.

## Variedades de yerba mate Taragüi
- Yerba mate Taragüi tradicional con palo.[4]
- Yerba mate Taragüi sin Palo, elaborada 100 % con hojas. Yerba Mate Taragüi Liviana, con hojas especialmente seleccionadas para mates más suaves.
- Yerba Mate Taragüi Cítricos del Litoral, saborizada con naranja, mandarina y pomelo.
- Yerba Mate Taragüi, Naranjas de Oriente, saborizada con naranja.
- Yerba Mate Taragüi, + Energía, una yerba mate concentrada con 30% más de contenido natural de mateína (cafeína natural de la yerba mate)
- Yerba Mate Taragüi en saquitos, una forma diferente y práctica de tomarla

## Kit de iniciación al mate
Taragüi creó el kit Mate Experience, dirigido a principiantes que desean iniciarse en el ritual del mate. Este kit permite conocer y experimentar esta infusión típica de América del Sur. El kit cuenta con todos los elementos necesarios para degustar la yerba mate en su forma más tradicional. Está compuesto por un mate, una bombilla, un paquete de yerba mate de 250g y viene acompañado de las instrucciones para preparar un mate.

## Mercado argentino
Además de ser el principal consumidor mundial (y el segundo si se mide el consumo per cápita), Argentina también es el mayor productor y exportador de yerba, dominando el 60% del mercado mundial con sus plantaciones y cosecha en las provincias de Corrientes y Misiones. Hay más de 200 marcas en el mercado, siendo líder la empresa Establecimiento Las Marías (con su principal marca Taragüi) con más del 30% del mercado nacional de Mate, según indica un artículo de la revista Tea Coffee.

## Premios
La feria más importante de la industria alimentaria, SIAL 2022, otorgó el premio a la Innovación a la marca Taragüi en la categoría Bebidas No Alcohólicas. Es la primera vez que un producto argentino recibe este galardón. Se trata de Taragüi Mate Experience, un práctico kit de mate para principiantes lanzado en enero de 2021.

## Yerba Mate sin antraquinona
Tanto para Argentina como para Europa, Las Marías ha desarrollado tecnología para procesar toneladas de yerba mate con rigurosos criterios de sostenibilidad y seguridad alimentaria, sumando las certificaciones HACCP, BPM, FSC y RAS.
Con esta certificación, se convierte en la primera marca de yerba mate argentina en cumplir satisfactoriamente con todos los requisitos establecidos por la Comunidad Económica Europea y ser oficialmente libre de antraquinona.
El proceso de producción de Yerba Mate que sigue Taragüi, así como su compromiso con cumplir los más altos estándares de calidad, le permite garantizar la inocuidad alimentaria y la elaboración de un producto Libre de Antraquinona. Éste ha sido el veredicto luego de que el prestigioso laboratorio Eurofins, de Alemania, no haya detectado la presencia de agroquímicos en la yerba mate de Las Marías.